# Áná
Áná je stará jednotka používaná v Indii. Používala se jak pro vyjádření hmotnosti, tak pro vyjádření objemu.
- Pro hmotnost její velikost činila 0,01215 g.
- Pro objem její velikost činila 2634 l.